# Латна
Латна (рос. Латная) — робітниче селище у Семилуцькому районі Воронезької області Російської Федерації.
Населення становить 7330 осіб. Входить до складу муніципального утворення Латненське міське поселення.

## Історія
Населений пункт розташований у історичному регіоні Чорнозем'я. Від 1925 року належить до Семилуцького району, спочатку в складі Центрально-Чорноземної області, а від 1934 року — Воронезької області.
Згідно із законом від 15 жовтня 2004 року входить до складу муніципального утворення Латненське міське поселення.

## Населення
| 1959  | 1970  | 1979  | 1989  | 2002  | 2009  | 2010  |
| ----- | ----- | ----- | ----- | ----- | ----- | ----- |
| 5570  | ↗7488 | ↘7461 | ↗7496 | ↘7333 | ↘6797 | ↗7528 |
| 2012  | 2013  | 2014  | 2015  | 2016  | 2017  | 2018  |
| ↘7452 | ↘7369 | ↘7246 | ↗7359 | ↗7380 | ↘7379 | ↘7330 |